# 新娘

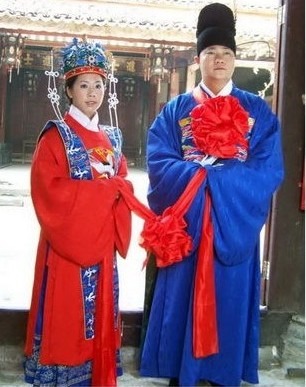
穿著傳統中式婚服的新娘（左）與新郎

一般来说，新娘一词专指对于确立婚姻关系之際的伴侶，在结婚仪式中的女方。如屬異性婚姻，則另一方稱新郎。
而在中華傳統，新郎、新娘进门后，有撤谷豆、抱毡等習俗，接着要“拜堂”。古代婚礼中，新娘头上都会蒙着一块红盖头，入洞房时由新郎用秤杆揭开，也有由姆（教導新娘婦德的女師）或喜娘揭開。亦有由婆母揭開的，《醒世姻缘传》说：“新人到了香案前面，狄婆子用箸揭挑了盖头。”而“新娘子”（一般情况与“新娘”同义）则还可以指新婚不久的女子。在江浙地区，新娘也曾经指一家中最近结婚入门的女子。

## 參見

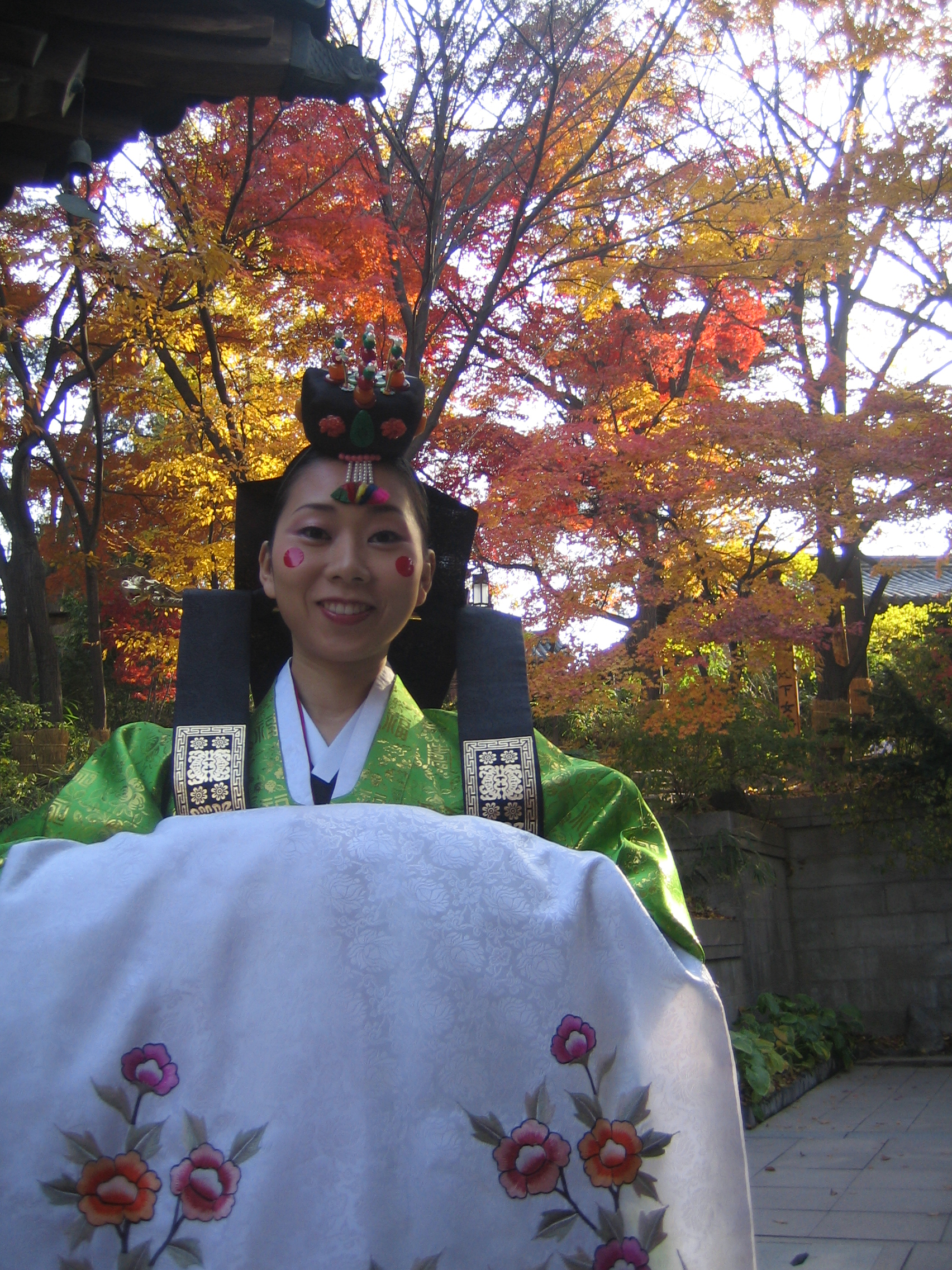
身穿傳統韓式婚服的韓國新娘
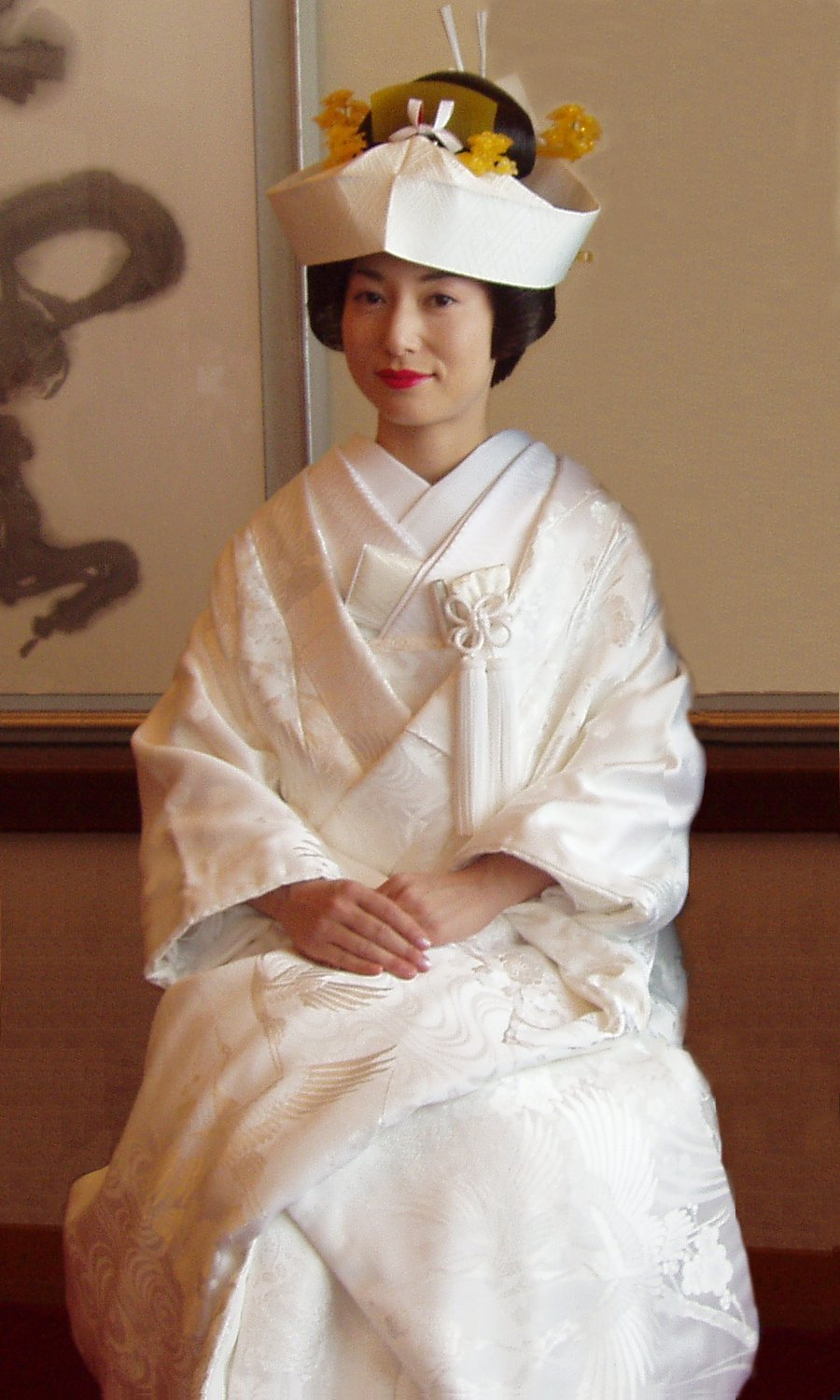
身穿白無垢婚服的日本新娘
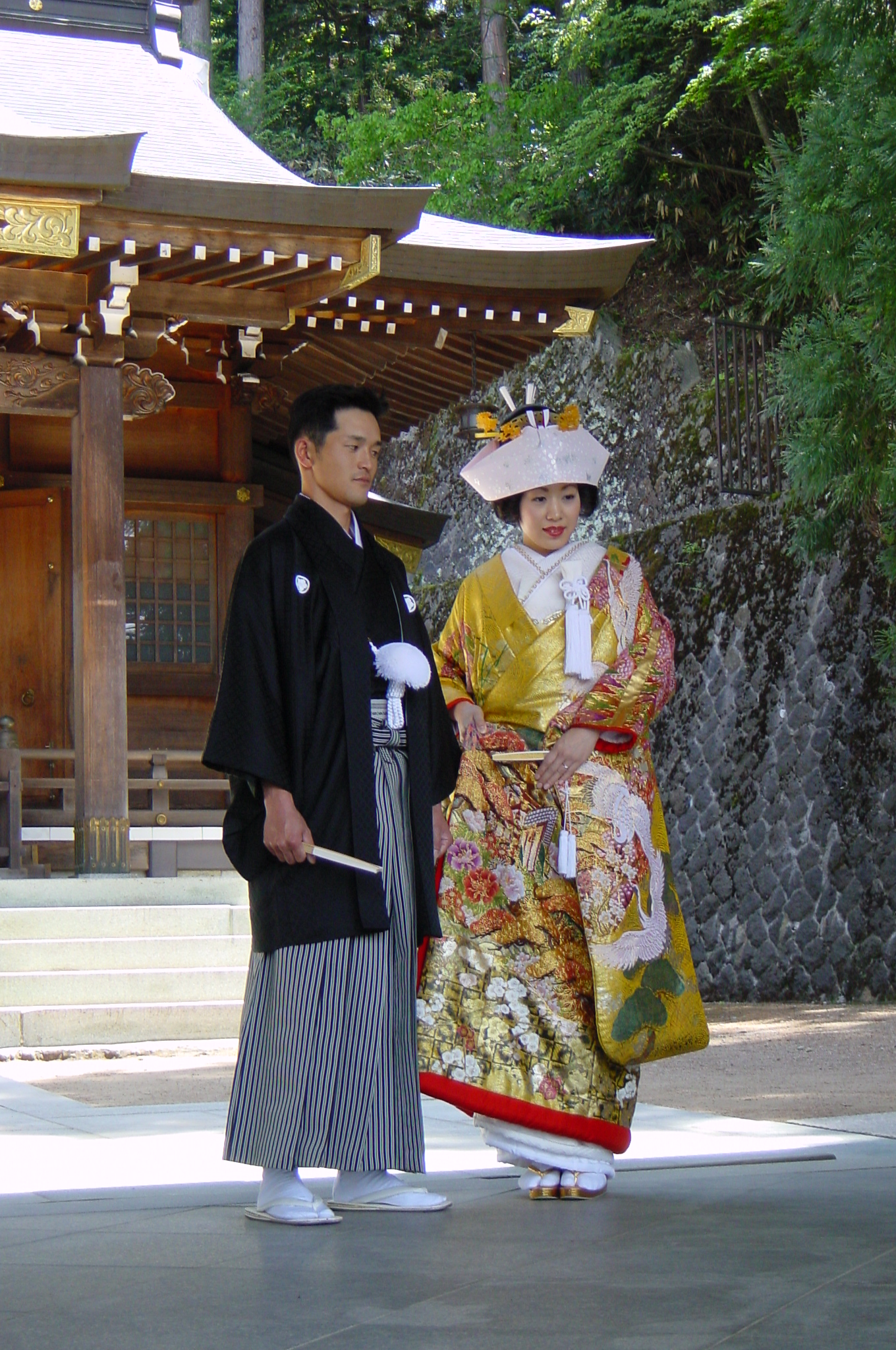
身穿色打掛婚服的日本新娘（右）
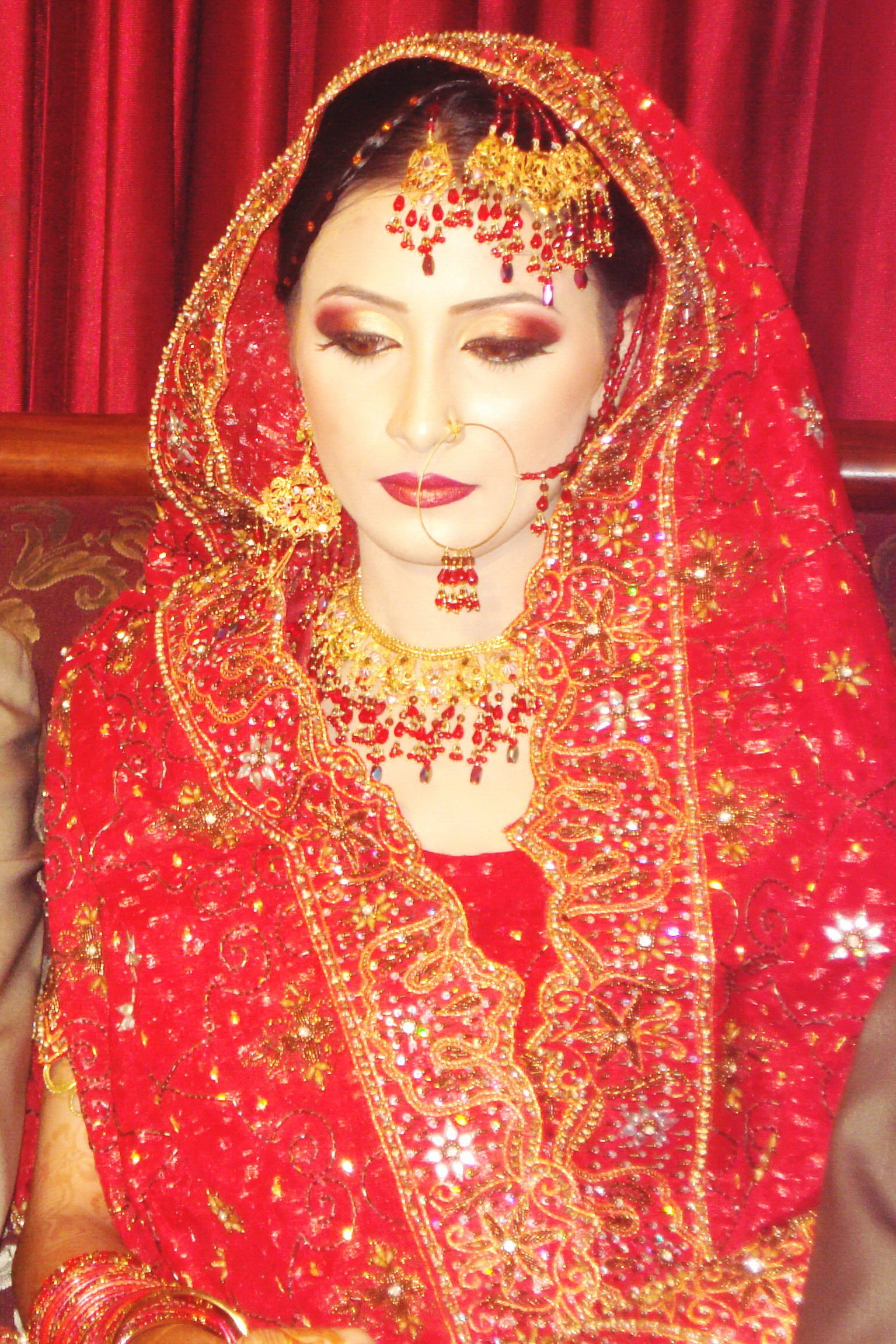
穿巴基斯坦婚服的新娘
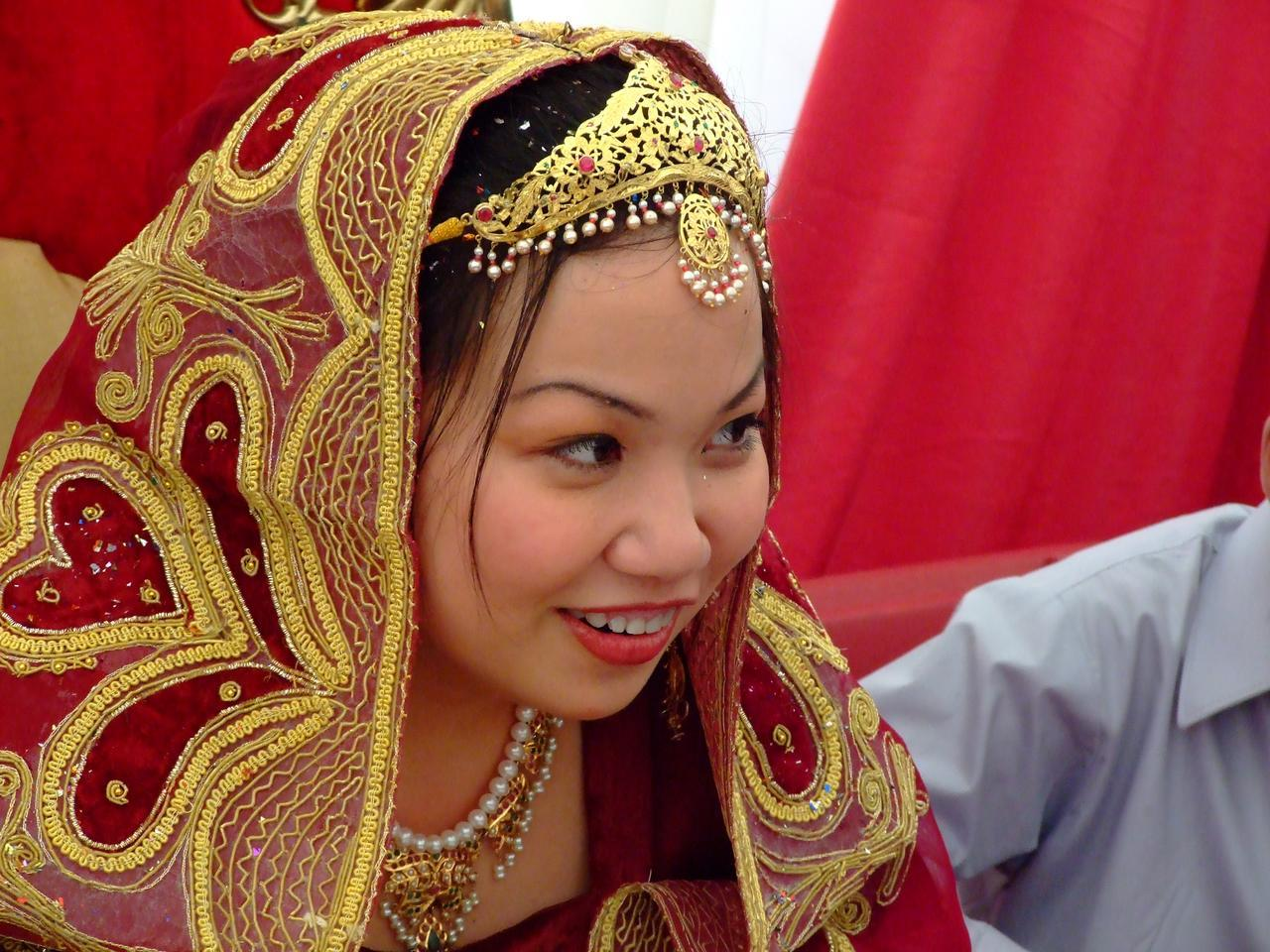
印度穆斯林新娘
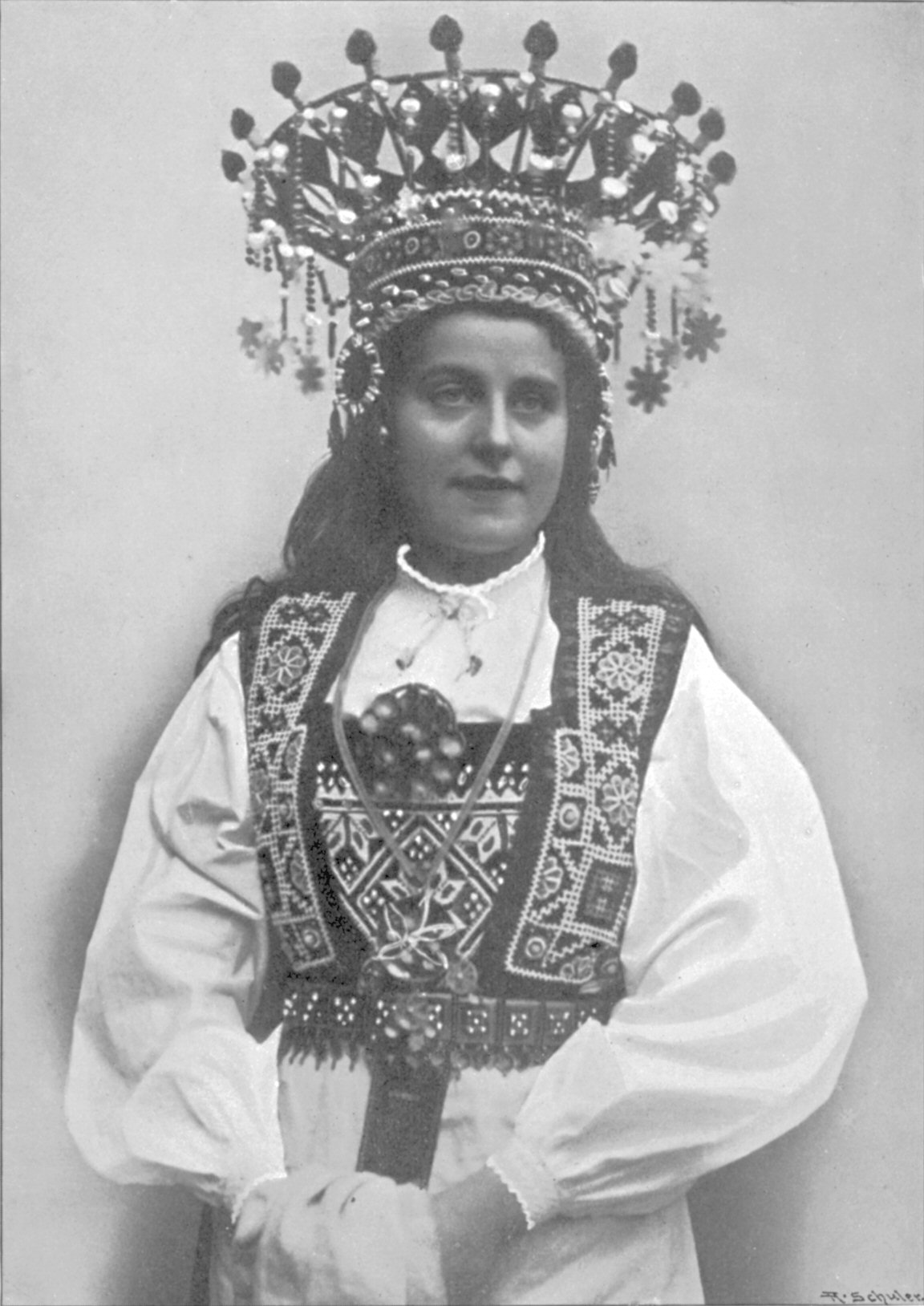
身穿傳統婚服的挪威新娘
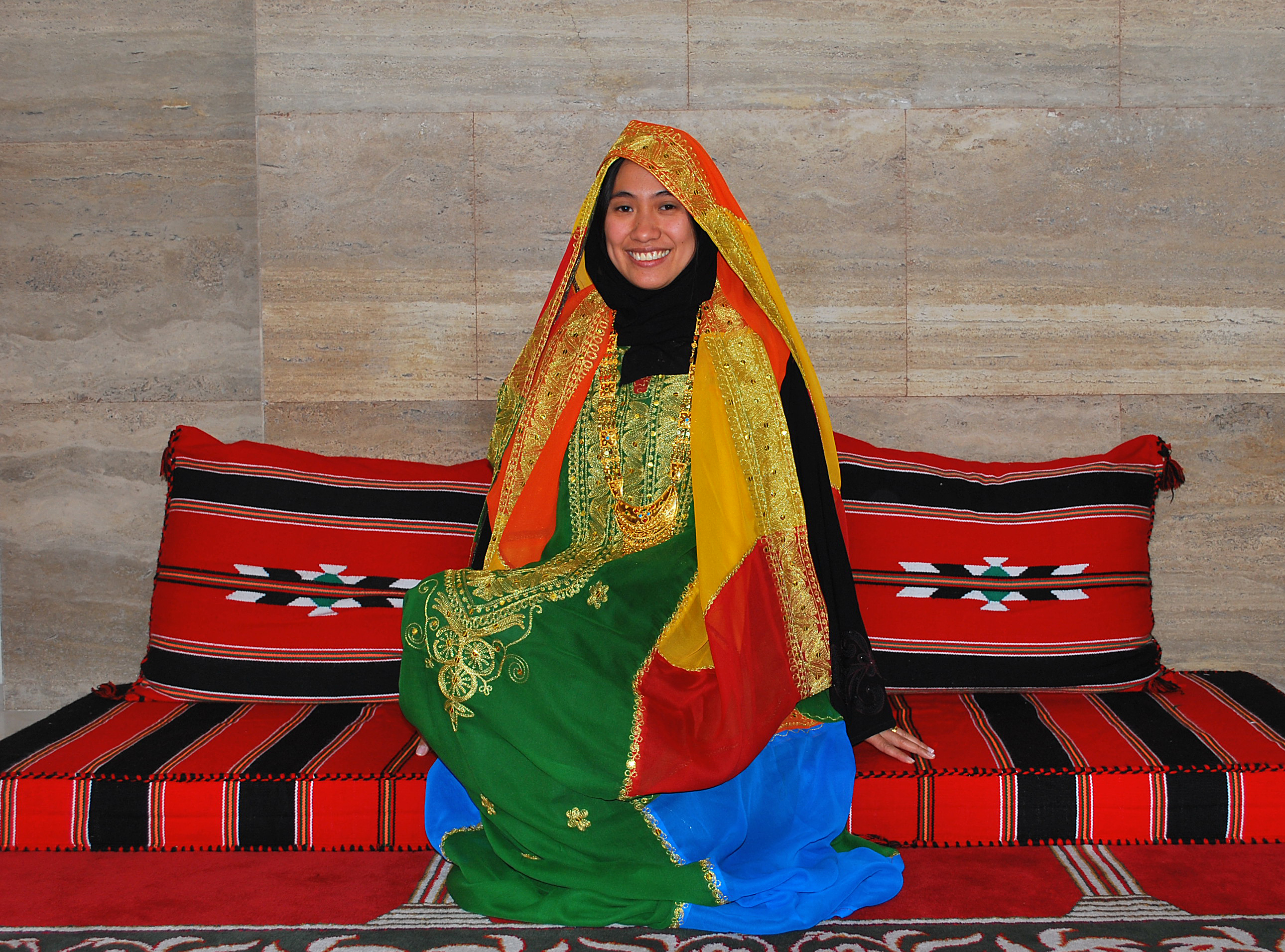
身穿傳統婚服的巴林新娘
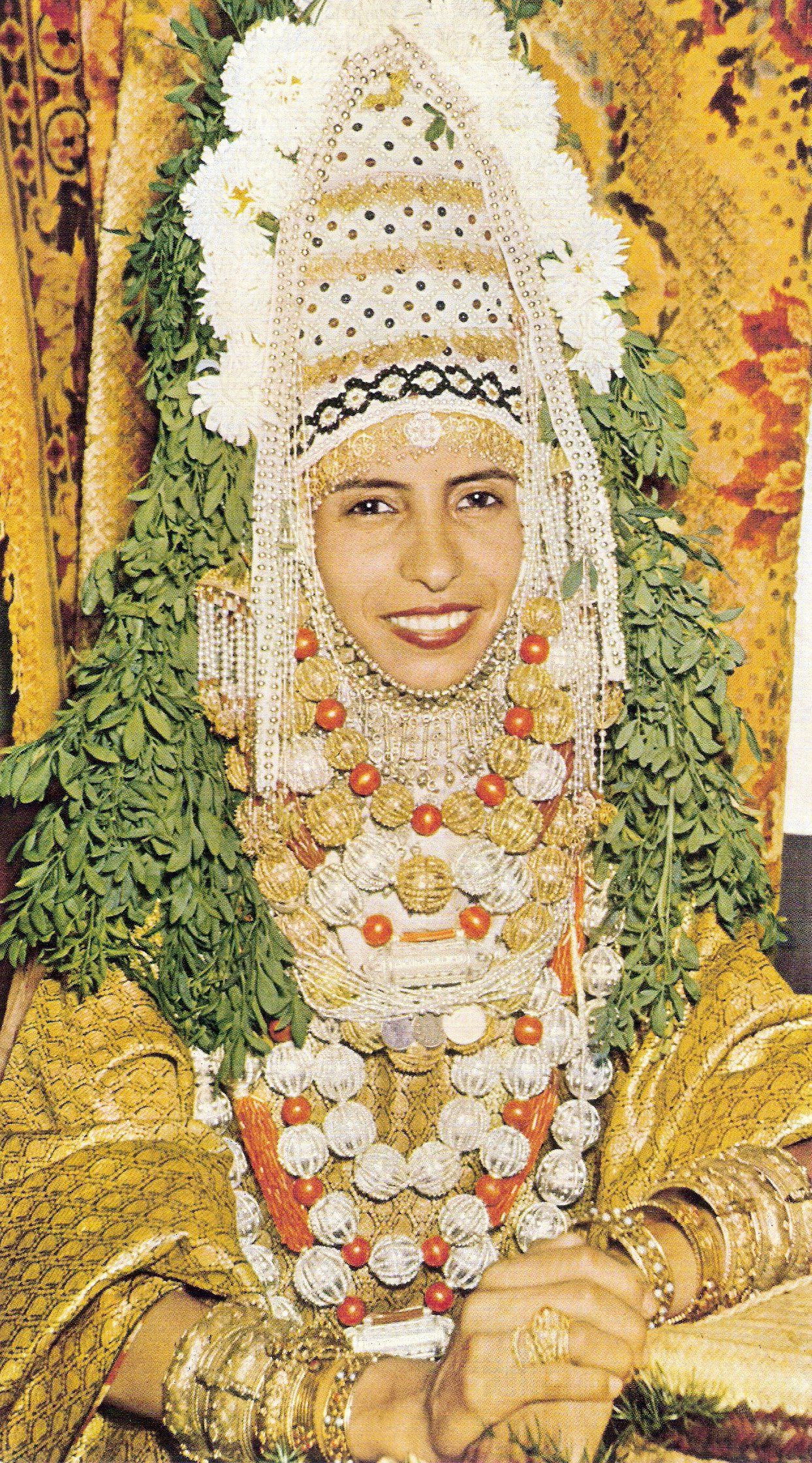
也門的猶太新娘
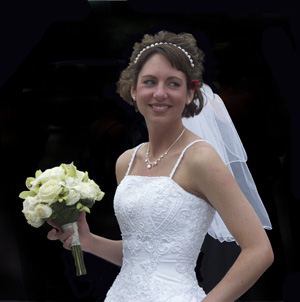
穿婚紗的西方新娘
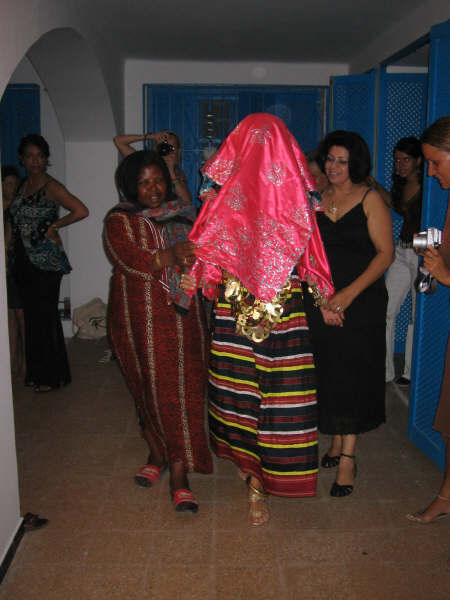
戴上蓋頭的突尼西亞新娘
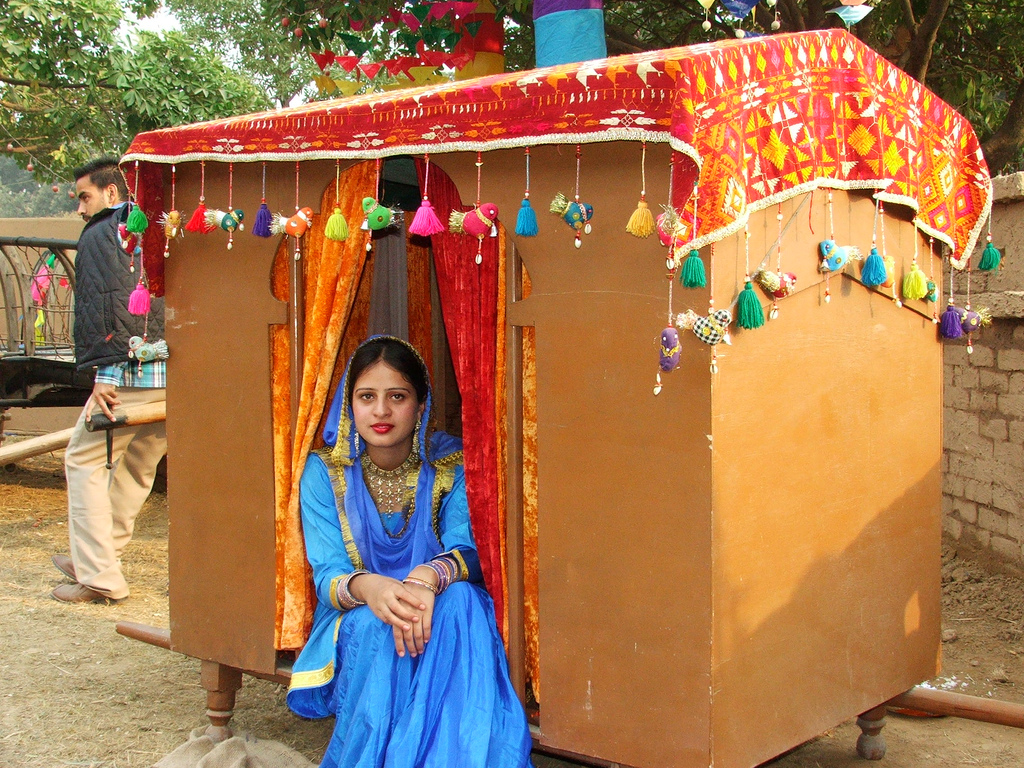
穿結婚莎麗的印度新娘